# ادمیلسون ماتیاس
ادمیلسون ماتیاس (به پرتغالی: Edmílson Matias) مهاجم اهل برزیل است که در شهر Andirá و در تاریخ ۲۶ مارس ۱۹۷۴ به دنیا آمده‌است.
ادمیلسون ماتیاس در تیم‌های فوتبال Matsubara، União Bandeirante، Kyoto Purple Sanga، پالمیراس، Kyoto Purple Sanga، Vitória، باشگاه فوتبال یوکوهاما مارینوس، کروزیرو، کوریتیبا، Juventude، Figueirense، باشگاه فوتبال الاهلی عربستان سعودی سابقهٔ حضور دارد.